# Director de sistemas de información
El director de sistemas de información (DSI), a veces referido como CIO por sus siglas en inglés (Chief information officer), aunque se recomienda el uso de su versión castellana, derivada del francés (Directeur des systèmes d'information).
Un director de sistemas de información tiene capacidades administrativas y técnicas. Su tarea es la de aparejar los sistemas de información con los planes de la compañía, elaborar y administrar presupuestos y coordinar equipos técnicos. 
El director de sistemas de información es considerado parte del equipo de administración de la compañía. Con ese propósito, se reúne con el Directorio, debe considerar los pedidos de otros ejecutivos e informarles acerca de sus actividades. 

## Habilidades
El director de sistemas de información debe poseer una experiencia técnica sólida en TI y una visión estratégica para la innovación y el cambio, junto con habilidades de administración. 
Es más, el DSI debe ser metódico y riguroso en su trabajo. Debe poseer habilidades interpersonales para comunicarse con su equipo y debe tener la capacidad de negociar. Por último, debe tener buen dominio de inglés, independientemente del lugar donde viva, para contactarse con socios comerciales de otros países.

## Educación
No existe una capacitación para ser DSI. Las personas que obtienen este puesto son aquellas que en la mitad o al final de su carrera han adquirido mucha experiencia en los diferentes campos de TI además de haber dirigido varios proyectos relacionados con la informática. 